# Stadsprijs Geraardsbergen 2011
De 80e editie van de Belgische wielerwedstrijd Stadsprijs Geraardsbergen werd verreden op 31 augustus 2011. De start en finish vonden plaats in Geraardsbergen. De winnaar was Jos Van Emden, gevolgd door Steven De Neef en Jürgen Roelandts.

## Uitslag
| Stadsprijs Geraardsbergen 2011 |                  |                           |            |
| Plaats                         | Naam             | Ploeg                     | Tijd       |
| Winnaar                        | Jos Van Emden    | Rabobank                  | 3u 36' 46" |
| 2                              | Steven De Neef   | Jong Vlaanderen-Bauknecht | z.t.       |
| 3                              | Jürgen Roelandts | Omega Pharma-Lotto        | +5"        |

1912 · 1913 · 1914–1926 · 1927 · 1928–1932 · 1933 · 1934 · 1935 · 1936 · 1937 · 1938 · 1939 · 1940 · 1941 · 1942 · 1943 · 1944 · 1945 · 1946 · 1947 · 1948 · 1949 · 1950 · 1951 · 1952 · 1953 · 1954 · 1955 · 1956 · 1957 · 1958 · 1959 · 1960 · 1961 · 1962 · 1963 · 1964 · 1965 · 1966 · 1967 · 1968 · 1969 · 1970 · 1971 · 1972 · 1973 · 1974 · 1975 · 1976 · 1977 · 1978 · 1979 · 1980 · 1981 · 1982 · 1983 · 1984 · 1985 · 1986 · 1987 · 1988 · 1989 · 1990 · 1991 · 1992 · 1993 · 1994 · 1995 · 1996 · 1997 · 1998 · 1999 · 2000 · 2001 · 2002 · 2003 · 2004 · 2005 · 2006 · 2007 · 2008 · 2009 · 2010 · 2011 · 2012 · 2013 · 2014 · 2015 · 2016 · 2017 · 2018 · 2019 · 2020 · 2021 · 2022